# 莫斯科河-萨布罗沃区
莫斯科河-萨布罗沃区（俄語：район Москворечье-Сабурово）是莫斯科南行政区的一区，面积9.30平方公里，人口86,969人。卡希拉站、华沙站和莫斯科河站位于此区内。